# 제프 "스왐피" 마쉬
제프 "스왐피" 마쉬(영어: Jeff "Swampy" Marsh, 1960년 12월 9일~)는 애니메이션 시리즈인 《피니와 퍼브》의 공동창작자이자 제작책임자로 가장 잘 알려져 있는 미국의 애니메이터다. 캘리포니아의 샌타모니카에서 태어난 마쉬는 혼합 가족에서 자랐다. 여러 애니메이션 프로젝트를 이끌 원동력이 있었던 마쉬는 《심슨 가족》의 여섯 시즌에서 일했다. 그리고 영국으로 이사하기 전 다른 애니메이션 시리즈인 《우당탕탕 로코와 친구들》, 《킹 오브 더 힐》에서도 일했다.
영국에 있을 때 마쉬는 《바운티 햄스터》, 《포스트맨 팻》 등의 여러 애니메이션 프로젝트에서 일했다. 또한 BKN New Media Ltd에서 몇몇 장편 영화를 제작하는 일을 하기도 했다. 영국에서 6년을 지낸 후인 2007년 마쉬는 오랜 기간 알고 지낸 동업자 댄 포븐마이어에게 《피니와 퍼브》의 제작을 도와줄 것인지 물음을 받았다. 마쉬는 이를 수락했고 미국으로 다시 건너갔다. 《피니와 퍼브》는 두 개의 에미상에 후보로 선정되어 수상했다. 그는 자신의 이름에 "스왐피"가 들어간 것을 마음에 들어 했는데, 15글자는 길고 또한 다른 사람들의 이름보다 길었기 때문이다. 2015년에 그와 포븐마이어는 디즈니 XD의 새로운 시리즈인 《마일로 머피의 법칙》을 제작했고, 2016년 10월 3일에 초연되었다.

## 같이 보기
- 댄 포븐마이어
- 《피니와 퍼브》

## 참고 문헌
- Greenspon, Jaq (2003). 《Careers For Film Buffs & Other Hollywood Types》. McGraw-Hill. ISBN 978-0-07-140574-4.
- Neuwirth, Allan (2003). 《Makin' Toons: Inside the Most Popular Animated TV Shows and Movies》. Allworth Communications, Inc. ISBN 1-58115-269-8.